# Palo seco
En tipografía, un tipo de letra paloseco, de palo seco, sans serif, sin serifa o sin gracias  es aquel en el que cada carácter carece de las pequeñas terminaciones llamadas remates, gracias o serifas.
Las letras de palo seco se usan normalmente para titulares pero no para cuerpos o bloques de texto grandes; los remates ayudan a guiar la mirada a través de toda la línea de texto; la falta de gracias en los tipos de letra de palo seco obliga a esforzar mucho más la vista al leer grandes bloques de texto. Sin embargo, cuando se lee con tipos de letra paloseco en una pantalla, la pixelación logra que estas se vean mucho más limpias que las tipografías con remates, por lo que es mucho más recomendable utilizar bloques de texto con tipos de letra sin remates en las pantallas.
Antiguamente, los tipos de letra de palo seco se usaban en los libros para hacer énfasis en una palabra debido a la mancha tipográfica mucho más oscura que dejan.
Dependiendo del soporte donde se muestren los textos, es conveniente utilizar o no el tipo de letra sin remates. Así, en un formato digital, donde el ojo humano debe leer sobre una pantalla iluminada, emplearemos un tipo de letra de palo seco para evitar sobrecargar o cansar la vista y facilitar la lectura. Por el contrario, si el soporte es papel, la elección correcta será una tipografía con remates.

## Clasificación
Generalmente, los tipos de letra sin remates están divididos en cuatro grupos:

### Grotescos
Este grupo incluye muchos del siglo XIX y principios del siglo XX, como Akzidenz Grotesk y Franklin Gothic.

### Neogrotescos o de transición
(Helvética, Frutiger, Univers) son diseños de la segunda mitad del siglo XX. Presentan trazos con modulaciones y una construcción dúctil y dócil, resultado de cuidadas correcciones ópticas. Es en general el grupo de tipografías de palo seco más utilizado para textos cortos y medianos. Por su buena legibilidad se consideran los más apropiados para ser empleados en señalizaciones. Los tipos de transición algunas veces son llamados "sans-serif anónimas" debido a su relativa neutralidad visual.

### Humanistas
Presentan modulaciones en sus fibras, aunque puede existir o no diferencia entre ellos. Se consideran las de mejor rendimiento de lectura entre las tipografías de palo seco: (Optima, Gill Sans, Britannic). Entre las diseñadas expresamente para uso con ordenadores, concretamente para Microsoft, se incluyen Verdana, Calibri, Tahoma y Trebuchet MS.

### Geométricas
Como su nombre indica, los tipos de palo seco geométricos están basados en formas geométricas básicas como el círculo, el cuadrado o el triángulo. Es común encontrar en este grupo, la perfecta redondez de la O y la sencilla construcción de la a minúscula. No son apropiados para bloques de texto. Ejemplos: Gotham, Futura, Century Gothic.

### Otras
Existen también tipografías que, por distintos motivos, no se pueden incluir en ninguna de las categorías, como Neuzeit S, que combinan características del neogrotesco con las geométricas. Así mismo, las tipografías Serie FHWA (llamadas informalmente Highway Gothic) son un conjunto de tipos de letra sans-serif desarrolladas por la Administración Federal de Carreteras (FHWA, por sus siglas en inglés, Federal Highway Administration) de Estados Unidos para maximizar su legibilidad a distancia y a altas velocidades.

### Historia de la tipografía
La tipografía de palo seco, o  sanserifa,fueron creadas cogiendo la inspiración del calígrafo Edward Johnston Underground quien creó un alfabeto para el metro de Londres en 1016. Además, se crea una nueva estética moderna en la vanguardia que con el paso del tiempo va a dar lugar a una serie de modificaciones, desde el discípulo de Johnston, Eric Grill que crea otra tipografía que logró mayor influencia humanista por el retorno del rasgo característico de la consonante “g” que se observa en la tipografía serif sans. 
Este tipo de tipografía, también conocida como sanserifas, son denominadas por ese concepto porque conforman la antítesis de las tipografías romanas (serifas). Es decir, que estas son vistas visiblemente con un aspecto sencillo, neutro y limpio lo que crea una total diferencia con las letras romanas que son voluptuosas y llena de remates (ya que los únicos remates que podemos encontrar en la tipografía de palo seco son en casos aislados de algunas letras). 
La escritura de “palo seco” aparentemente no muy relevante a priori, con el paso del tiempo va a conformar una creación de una visión e identidad propia que generó una reacción directa con la tradición y la propia historia. Dicha tendencia va a propulsar el uso de la composición asimétrica que posteriormente va a generar una gran influencia para escuelas suizas tras el final de la Segunda Guerra Mundial.

### Características básicas de la tipografía
Algunas de las características básicas a destacar son la caja alta que está   inspirada en las proporciones de las mayúsculas inscripciones romanas, por otro lado, la caja baja muestra como son el diseño de las romanas clásicas de los siglos XV y XVI. Junto con ello hay que mencionar que la figura de estas letras está creada principalmente en rectas, círculos y rectángulos que configura un contraste en sus trazos.